# Cheikh M'Bengue
Pour les articles homonymes, voir Bengue.
Cheikh Sidy Bouya M'Bengue, né le 23 juillet 1988 à Toulouse, est un footballeur international sénégalais. Il évolue au poste de latéral gauche.

## Biographie

### Enfance et débuts
Né le 23 juillet 1988 à Toulouse, Cheikh M'Bengue commence la pratique du football à l'âge de 6 ans, au FA Roques, dans la banlieue toulousaine. Il débute au poste de gardien, puis est repositionné comme attaquant[réf. nécessaire]. Après deux saisons à Roques, il passe des tests et est retenu pour intégrer les équipes de jeunes du Toulouse Football Club en 1996. À partir de 11 ans, il réalise sa préformation au TFC, tout en étudiant au collège Montalembert durant trois ans, puis pendant six mois au CREPS de Toulouse. À l'âge de 17 ans, il arrête ses études après l'obtention d'un BEP vente pour se consacrer au football.
Sa formation au Toulouse FC est marquée par son repositionnement en défense. Alors qu'il évoluait jusque-là comme milieu gauche, il est replacé arrière gauche en moins de treize ans par Laurent Cauger. À l'âge de 16 ans, il est victime d'une blessure au genou, qui le tient éloigné des terrains pendant neuf mois. De retour la saison suivante, il est une nouvelle fois replacé, cette fois en tant que défenseur central. Progressant de façon linéaire, il passe par toutes les catégories de jeunes, jusqu'à intégrer l'équipe réserve, dirigée par Pascal Sempé, en CFA.

### Débuts professionnels au Toulouse FC

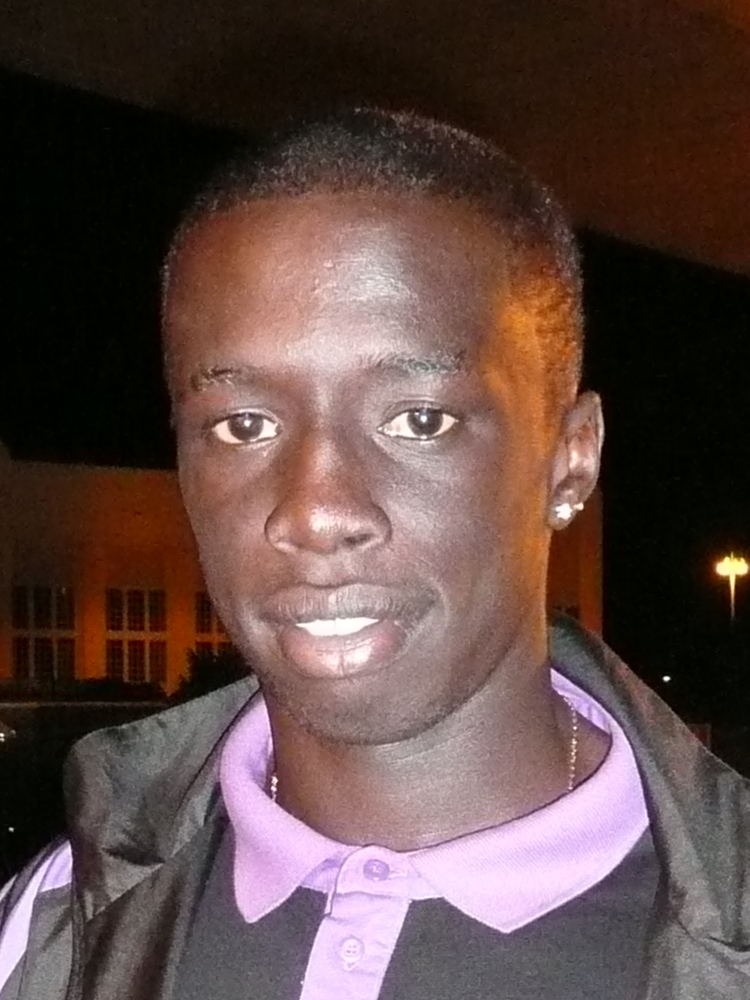
Cheikh M'Bengue en octobre 2014.

Au début de la saison 2007-2008, âgé de 19 ans, il est incorporé au groupe professionnel toulousain, et fait ses débuts en Ligue 1 le 15 septembre 2007. Lors d'une rencontre disputée par le TFC au stade Vélodrome face à l'Olympique de Marseille, il remplace en fin de rencontre Fodé Mansaré, afin de pallier l'expulsion d'Hérita Ilunga. Ces débuts chez les professionnels sont interrompus durant l'automne, car le 28 octobre 2007, il est sanctionné par la FFF de treize matchs de suspension pour un tacle dangereux, qui lui avait valu une expulsion lors d'une rencontre face à la réserve de l'AS Monaco. Cette suspension, qui l'empêche de jouer jusqu'en mars 2008, manque de remettre en question son passage chez les professionnels, qui se concrétise finalement par la signature d'un premier contrat pro, le 28 janvier 2008. À l'issue de cette première saison, il totalise cinq matchs joués avec l'équipe professionnelle, tous disputés avant sa suspension.
En 2008-2009, Cheikh M'Bengue s'impose progressivement comme titulaire avec l'équipe professionnelle toulousaine, avec laquelle il dispute un total de vingt-cinq matchs durant la saison. Cela lui permet d'intégrer l'équipe de France espoirs, retenu par Erick Mombaerts au sein d'une génération qui compte également deux de ses coéquipiers en club, Étienne Capoue et Moussa Sissoko. Il dispute ainsi sa première rencontre sous le maillot bleu face au Danemark au Aalborg Stadion, le 19 novembre 2008. Jusqu'en 2011, il joue douze matchs avec les Bleuets, qui échouent à se qualifier pour l'Euro espoirs 2011. En avril 2009, sa saison est néanmoins interrompue par une nouvelle suspension : auteur d'un tacle qui blesse Alejandro Alonso lors d'une rencontre face à l'AS Monaco, M'Bengue est sanctionné de deux mois de suspension, qui mettent un terme à sa saison 2008-2009.

### Titulaire en Ligue 1, choix du Sénégal
Le 9 mai 2011, Cheikh M'Bengue manifeste son désir de jouer pour son pays d'origine, l'Équipe du Sénégal. Il fête sa première sélection le 4 juin 2011, en éliminatoires de la CAN 2012, lors d'un déplacement contre le Cameroun.

### Stade rennais
Après 17 ans passés au sein du TFC, il rejoint le 30 août 2013, le Stade rennais, avec lequel il signe un contrat d'une durée de trois ans. À l'issue de ses trois saisons en Bretagne, son contrat n'est pas prolongé et Cheikh M'Bengue quitte le Stade rennais.

### AS Saint-Étienne
Libre de tout contrat, il s'engage pour trois ans, le 20 juillet 2016 avec l'ASSE.

### Shenzhen FC
Le 9 février 2019, il signe en Chine au Shenzhen FC pour un contrat d’une durée d'un an, ce qui rapporte 4 millions d’euros à son ancien club, l’AS Saint-Etienne. Le 2 décembre 2019, soit moins d'un an après son arrivée, Cheick M'Bengue est libéré de son contrat par le Shenzen FC.

### Vie privée
Cheikh M'Bengue est l'avant-dernier d'une fratrie de cinq enfants[réf. nécessaire]. Il se marie le 27 décembre 2012 à Fatoumata Bintou Seck.

## Statistiques
| Saison                | Club                  | Championnat           | Championnat | Championnat | Coupe nationale | Coupe nationale | Coupe de la Ligue | Coupe de la Ligue | Compétition(s) continentale(s) | Compétition(s) continentale(s) | Compétition(s) continentale(s) | Sénégal | Sénégal | Total | Total |
| Saison                | Club                  | Division              | M.          | B.          | M.              | B.              | M.                | B.                | Comp.                          | M.                             | B.                             | M.      | B.      | M.    | B.    |
| 2007-2008             | Toulouse FC           | 1                     | 3           | 0           | 0               | 0               | 1                 | 0                 | C3                             | 1                              | 0                              | -       | -       | 5     | 0     |
| 2008-2009             | Toulouse FC           | 1                     | 21          | 0           | 3               | 0               | 1                 | 0                 | -                              | -                              | -                              | -       | -       | 25    | 0     |
| 2009-2010             | Toulouse FC           | 1                     | 30          | 1           | 0               | 0               | 3                 | 0                 | C3                             | 8                              | 0                              | -       | -       | 41    | 1     |
| 2010-2011             | Toulouse FC           | 1                     | 25          | 0           | 0               | 0               | 0                 | 0                 | -                              | -                              | -                              | 1       | 0       | 26    | 0     |
| 2011-2012             | Toulouse FC           | 1                     | 30          | 1           | 0               | 0               | 0                 | 0                 | -                              | -                              | -                              | 11      | 0       | 41    | 1     |
| 2012-2013             | Toulouse FC           | 1                     | 28          | 0           | 1               | 0               | 1                 | 0                 | -                              | -                              | -                              | 2       | 0       | 32    | 0     |
| 2013-2014             | Toulouse FC           | 1                     | 3           | 0           | 0               | 0               | 0                 | 0                 | -                              | -                              | -                              | 1       | 0       | 4     | 0     |
| Sous-total            | Sous-total            | Sous-total            | 140         | 2           | 4               | 0               | 6                 | 0                 | -                              | 9                              | 0                              | 15      | 0       | 174   | 2     |
| 2013-2014             | Stade rennais FC      | 1                     | 25          | 0           | 4               | 0               | 1                 | 0                 | -                              | -                              | -                              | 2       | 0       | 32    | 0     |
| 2014-2015             | Stade rennais FC      | 1                     | 32          | 0           | 1               | 0               | 1                 | 0                 | -                              | -                              | -                              | 6       | 0       | 40    | 0     |
| 2015-2016             | Stade rennais FC      | 1                     | 23          | 0           | 1               | 0               | 1                 | 0                 | -                              | -                              | -                              | 2       | 0       | 27    | 0     |
| Sous-total            | Sous-total            | Sous-total            | 80          | 0           | 6               | 0               | 3                 | 0                 | -                              | -                              | -                              | 10      | 0       | 99    | 0     |
| Total sur la carrière | Total sur la carrière | Total sur la carrière | 220         | 2           | 9               | 0               | 8                 | 0                 | -                              | 9                              | 0                              | 25      | 0       | 271   | 2     |